# Fritz Stoltenberg
Pour les articles homonymes, voir Stoltenberg.
Fritz Stoltenberg (né le 7 avril 1855 et mort le 13 novembre 1921) est un peintre de paysages et de marine.

## Jeunesse
Né en 1855 à Kiel, fils d'un capitaine de navire, à 17 ans Stoltenberg montre déjà des talents artistiques avec des esquisses de sa ville natale et de ses environs idylliques. Grâce à ses études dans les académies de Weimar, de Munich et de Cassel, il devient un dessinateur et un peintre de paysages habile, complétant son talent avec des voyages en Italie, en Algérie, en France, en Norvège, en Belgique et aux Pays-Bas.

## Carrière
En 1882 Stoltenberg s'associe avec les peintres qui se rassemblaient chaque été à Egernsund sur la côte nord du fjord de Flensbourg pour peindre et dessiner en plein air. Il est le seul artiste d'Egernsund à avoir rejoint les peintres de Skagen dans le Nord du Jutland, Danemark, arrivant à Skagen en 1884. Sa peinture devient influencée dans cette ville par P.S. Krøyer, Michael Ancher et Oscar Björck. Il est considéré que sa photographie d'un repas dans le jardin de la maison Anchers sur Markvej à Skagen en 1884 pourrait avoir servi comme base à P.S. Krøyer pour son tableau Hip, Hip, Hurrah!,.
Après avoir acquis renommée comme peintre sur le motif il se marie en 1889 avec Anna Scharberg, fille d'une famille aisée de Hambourg, et ils s'installent à Kiel. Il y peint des scènes de la ville et de son port, publiant quelque 2000 illustrations, principalement des gravures, dans les hebdomadaires les plus populaires de la ville. En particulier sont notables ses dessins de la vieille ville et du village de pêche d'Alt Ellerbek, ou ses dessins des derniers développements en technologie marine. Il a également peint la flotte allemande et ses marins naviguant sur le Fœrde de Kiel.
En 1894, avec Georg Burmester, Hans Olde et Julius Fürst, il fonde l'Association Culturelle Schleswig-Holstein qu'il dirige jusqu'en 1900. En 1914 il se retire à Schönberg où il meurt en 1921.